# Teicoscopia
Teicoscopia ou teichoscopia ( em grego clássico: τειχοσκοπία   ),  que significa "ver das paredes", é uma estratégia narrativa recorrente na literatura grega antiga . Um exemplo famoso de teicoscopia ocorre na Ilíada de Homero, Livro 3, linhas 121–244.
A passagem começa quando Helena é abordada em seu quarto por Iris, disfarçada de sua cunhada Laodice, filha de Príamo. Helena é então conduzida às paredes dos portões de Skaian, onde é convocada por Príamo, que pede para ela apontar os heróis aqueus que ela vê na planície troiana. Abaixo dela, os dois exércitos se preparam para o duelo entre Menelau e Paris. Helena identifica Agamenon, Odisseus (Ulisses), Telamonian (Grande) Ajax e Idomeneus. Ela também afirma não ver seus irmãos Castor e Pollux, que, sem ela saber, já estão mortos na Grécia. Após esta cena, o duelo começa, com os dois exércitos orando a Zeus e aos demais deuses do Olimpo para começar a ação. 
O principal objetivo da teicoscopia é a discussão síncrona de eventos, em oposição ao relato posterior dos eventos por mensageiros ou outras testemunhas oculares. É uma técnica bem estabelecida na dramaturgia. Por exemplo, a teicoscopia é um dispositivo chave no drama "Penthesilea" de Heinrich von Kleist.